# Ippling
Ippling (deutsch Iplingen) ist eine französische Gemeinde mit 790 Einwohnern (Stand 1. Januar 2022) im Département Moselle in der Region Grand Est (bis 2015 Lothringen). Sie gehört zum Arrondissement Sarreguemines.

## Geografie
Die Gemeinde Ippling liegt unmittelbar westlich von Sarreguemines, an der Fernstraße nach Saint-Avold auf einer Höhe zwischen 208 und 298 m über dem Meeresspiegel. Das Gemeindegebiet umfasst 3,4 km².

## Geschichte
Das Dorf wurde 1267 erstmals als Ilbinga erwähnt. Dann  Ipplingen (1700) und Iplingen (1751).

## Bevölkerungsentwicklung

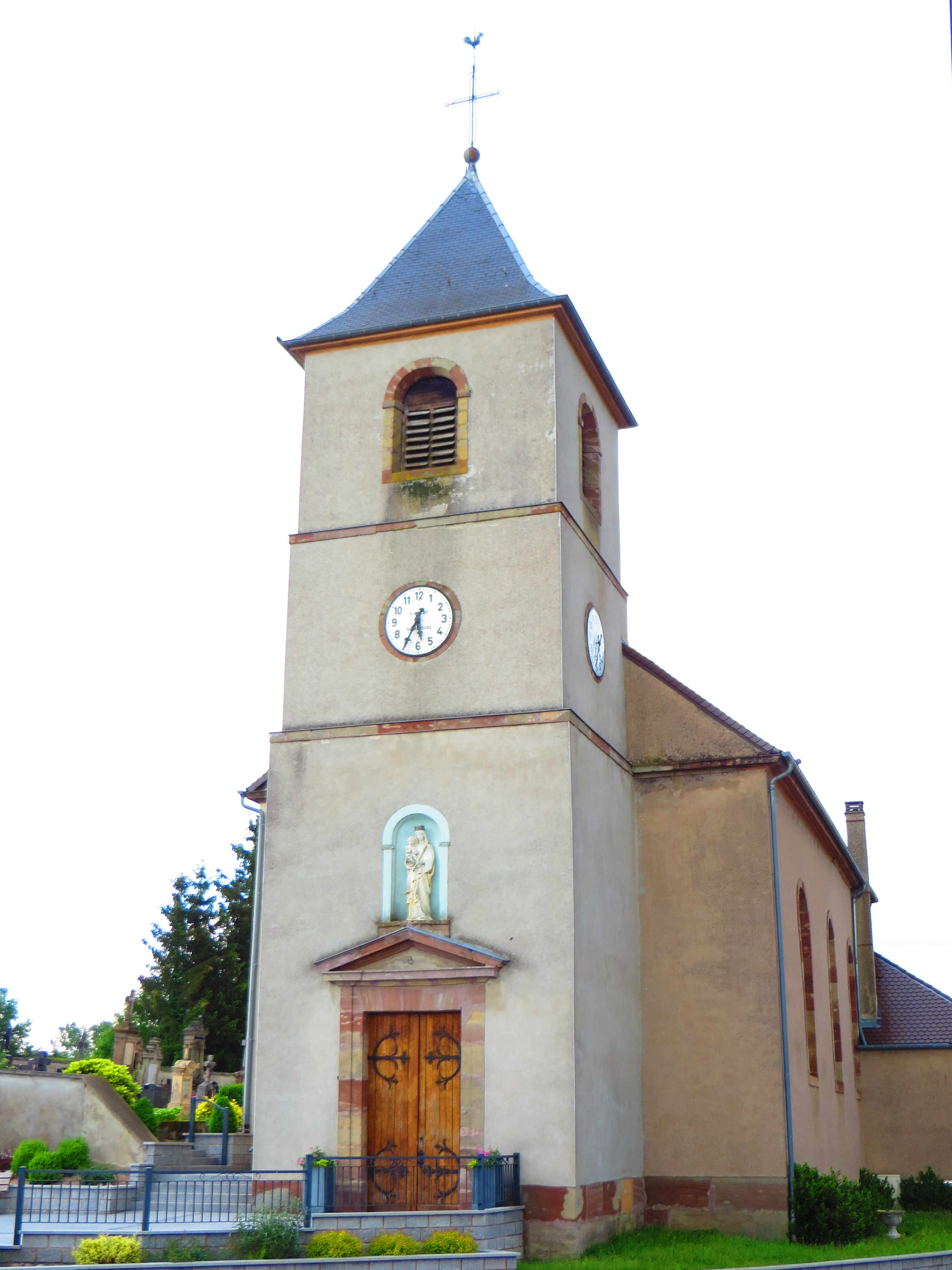
Kirche der Heimsuchung in Ippling

| Jahr      | 1962 | 1968 | 1975 | 1982 | 1990 | 1999 | 2007 | 2019 |
| Einwohner | 600  | 643  | 673  | 681  | 640  | 700  | 765  | 797  |